# Aztekium
Aztekium, biljni rod iz porodice kaktusovki koji raste samo u meksičkoj državi Nuevo León. Prva vrsta je otkrivena 1929 g., Aztekium ritteri, pa je iste godine Friedrich Boedeker opisao i rod i vrstu. 
Vrsta, A. hintonii, otkrivena je 1991. i opisana 1992., sinonim je za xAztekonia hintonii (Glass & W.A.Fitz Maur.) Mottram
Za vrstu Aztekium valdezii otkrivenu 2012. na planinama Sierra Madre Oriental, ustanovljeno je da je sinonim za Aztekium ritteri.
Vrste ovog roda kaktusa su malene, i izuzetno sporo rastu.
Ime roda dolazi po Aztec Indijancima.

## Sinonimi
- Aztekium ritteri var. rotundum Snicer & Kunte; Kaktusy (Brno) Special 1: 20 (2019)
- Aztekium valdezii Velazco, M.A.Alvarado & S.Arias; Xerophilia Sp. Issue 2: 5 (2013)
- Echinocactus ritteri Boed.; Z. Sukkulentenk. 3: 305 (1928)